# Nothobranchius taeniopygus
Nothobranchius taeniopygus là một tia vây loài cá vây tia trong họ Nothobranchiidae. Trước đây họ này nằm trong Aplocheilidae, nhưng nó không phải là liên quan chặt chẽ với Aplocheilus như đã từ lâu được người ta tin.
Danh sách đỏ của IUCN liệt kê Astatotilapia stappersii là từ đồng nghĩa cơ sở của nó, nhưng điều này là một lapsus.
Tổng chiều dài tối đa của nó ghi là 55 cm (22 in). Con đực có thể dễ dàng được nhận ra bởi quy mô đen đậm viền, và vây hậu môn và vây đuôi có rìa đen và dải sáng hơn phía dưới.
N. taeniopygus được tìm thấy ở trung bộ Tanzania và miền nam Uganda, và có lẽ ở tây nam Kenya. Nó đã được du nhập đến những nơi khác ở các nước bản địa của nó, và có lẽ cũng Zambia. Trước đó nó được cho là hiện diện ở Burundi, nhưng điều đang bị nghi ngờ. Loài cá này có phạm vi nguồn gốc của các hệ thống thoát nước lưu vực Hồ Kyoga và Victoria, và Aswa, Bubu và sông Malagarasi.
Các môi trường sống tự nhiên của chúng là sông, đầm lầy, hồ nước ngọt and đầm lầy, và sông châu thổ nội địa.